# ステテコ

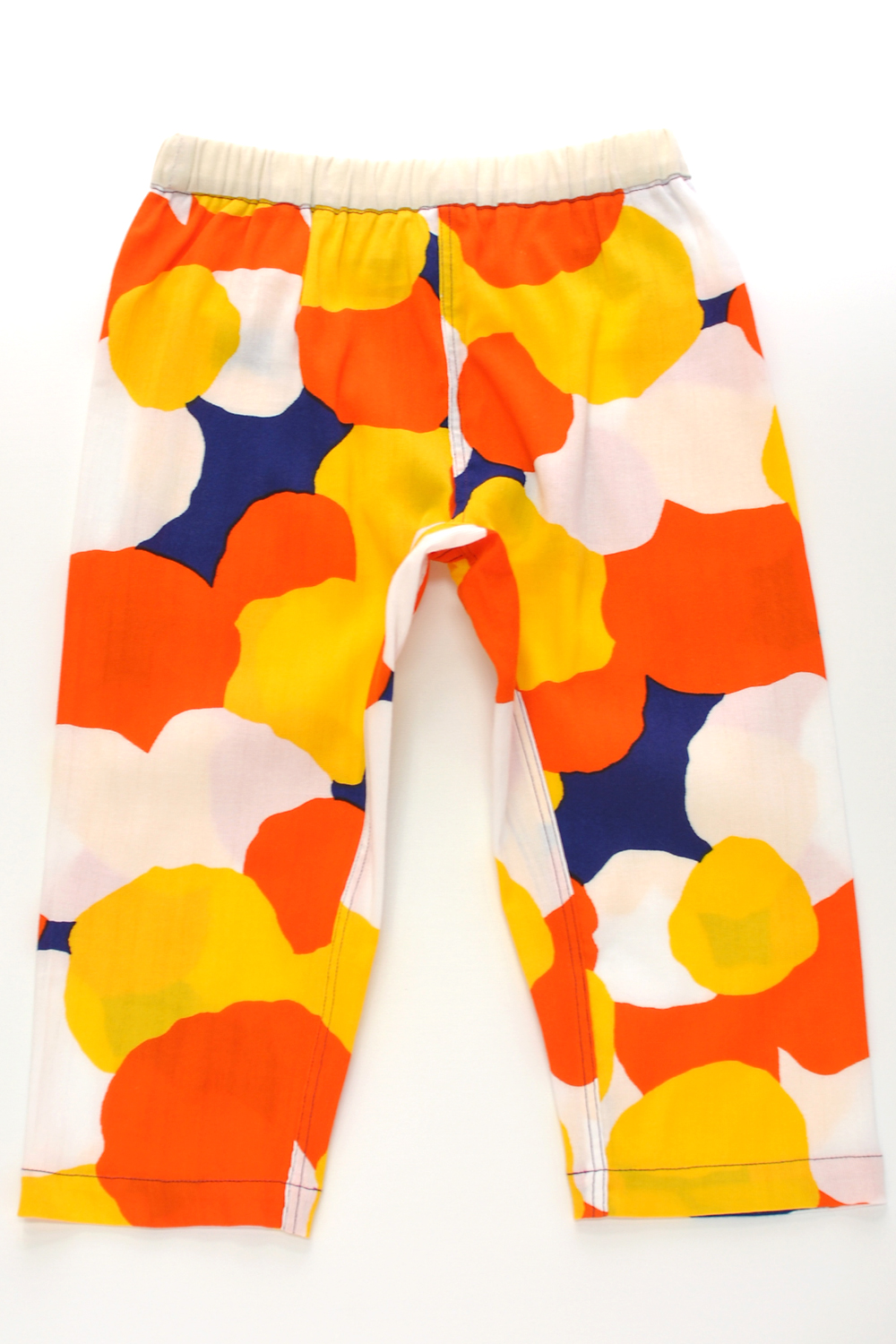
ステテコは蒸し暑い環境に適している

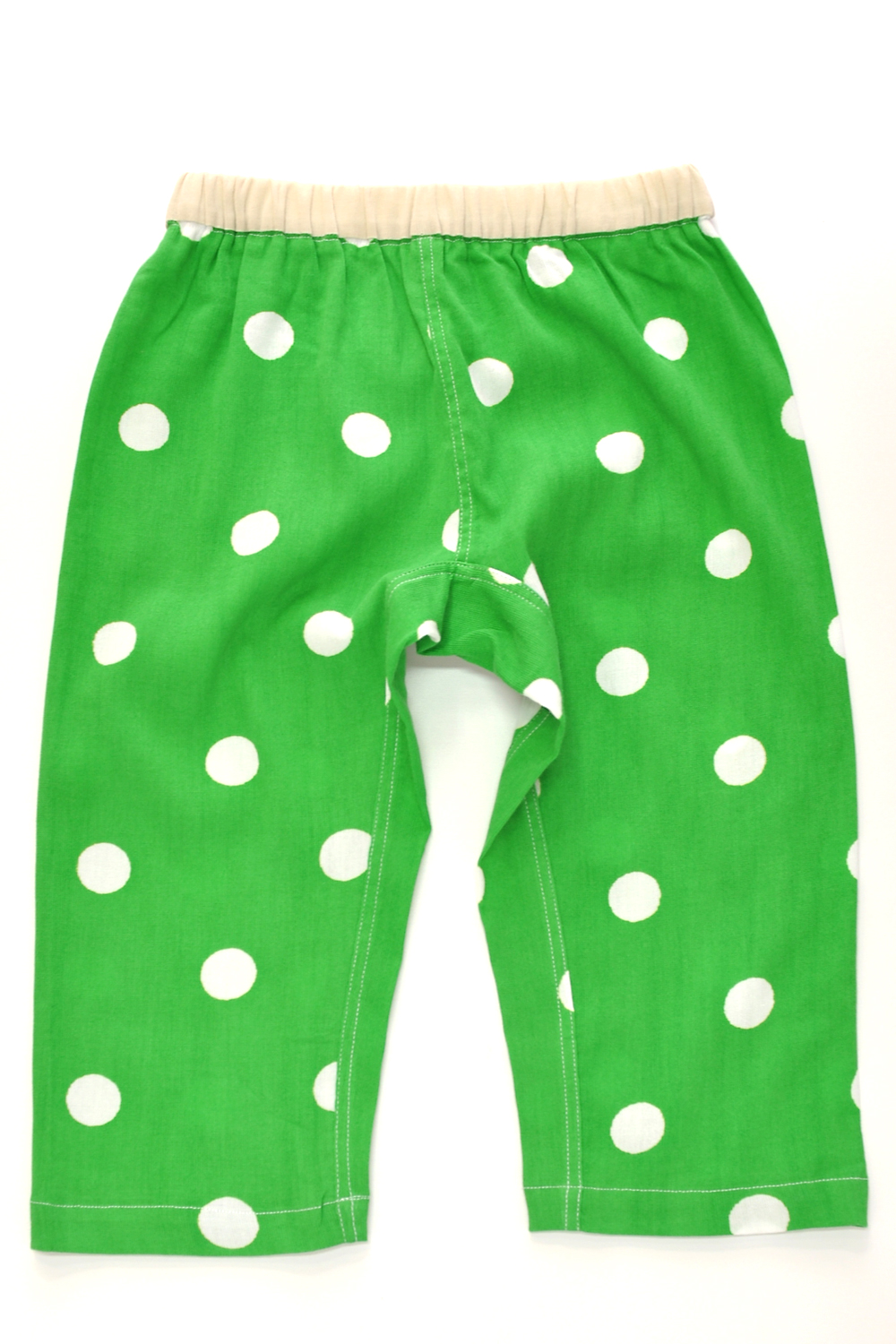
膝裏の汗を取る事を目的とした、凹凸のあるクレープ生地でステテコ自体が涼感性のあるパンツ

ステテコとは主に男性が着用し、裾の丈が膝下ほどまである薄手の生地で作られたズボンである。

## 概要
猿股や股引とは違い、幅広で肌に密着しない。パンツの外、ズボンの内に穿く。汗を吸着したり滑りをよくしたりする役目もあり、ズボンを傷めにくくする効果があるほか防寒効果もある。祭において担ぎ手・曳き手が股引と同じ用途で着用したり、祭りにおいてふんどしの代わりに着用する者がいる。
ステテコはサイズがやや余るものだが、裾上げをしてサイズを合わせる者や締め付けを強くしたり、ゆったりとした穿き心地にするためゴムを替えて着用する者もいる。
締め付けの強いボクサーブリーフ状やゆったりとした穿き心地のトランクス状のステテコが存在する。
素材は綿の平織りで、横糸に強撚糸をつかい織り上げ、一旦大きくちぢめてから、このちぢみ生地を100センチメートルから120センチメートルに成形した、クレープ生地と呼ばれるものである。表面にアコーディオン状の凹凸があるのが特徴で、凹凸が肌への接地面積を少なくし、吸汗、速乾、涼感に優れた生地である。またこの作業工程の生地を大きく縮める際に、不純物などを取り除く作業があり、その作業工程を晒し工程と呼び、一般には真っ白の生地に出来上がる。精錬作業の後の色は白が基準であるが、精錬後に生地を染めた黒や灰色など様々な色がある。ポリウレタンを混紡した物などや、100センチメートルから120センチメートルの成形段階で生地の伸縮率が変わってくる。
クレープ生地は、商品用途としては主にナイトウェア・パジャマやインナーウェアなどに用いられるが、近年ではファッション商品の生地に使われて注目を集めている。

## 語源
語源は1880年頃、初代（本当は3代目）三遊亭圓遊が「捨ててこ、捨ててこ」と言いながら、着物の裾をまくり踊る芸「ステテコ踊り」の際に着物の裾から見えていた下着であったためとする説と、着用時に下に穿いた下着の丈が長く、裾から下が邪魔であったため裾から下を捨ててしまえでステテコと呼ばれるようになった説があるといわれている。

## 歴史
着物や袴の下に穿く下着として、明治以降の日本の近代化に伴い全国的に普及した。
戦後、繊維業が隆盛となった日本では高温多湿の気候に合わせて素材や織りを工夫した楊柳クレープやキャラコ織の物が登場した。長年、中高年の男性によってインナーとして使用されており、メーカー各社が無地白色のものを中心に販売している。1988年に不織布メーカーが「21世紀にはなくなっているか、なくなってほしいと思う服飾品」をアンケートしたところ、「ステテコ」「ももひき」を挙げた生徒がともに6割に上った。
また、柄がプリントされたステテコも発売され、夏のルームウェアとして人気を集めている。このプリントされたステテコの購買層は長らく中高年の男性が中心であったが、2008年に肌着メーカーのアズが若者向けの「ステテコドットコム」を立ち上げ、よりデザイン性がもたされた商品が発売され、若者にもステテコ人気が拡大している。シャツに模様をつけてTシャツ、ランニングからタンクトップができたと同じ発想の転換を果たしている。
2011年にワコールが「女子テコ」を、2013年にユニクロが「リラコ」(Relax & Comfort Pants) を発売。